# Jopie Vrieze
Jopie Vrieze (1914-?) was een Surinaams altsaxofonist en orkestleider. Hij speelde in bazuinkoren en in stijlen als bigi-poku, set-dansi, winti en kaseko. Hij werkte met eigen orkesten onder namen als Jopie Vrieze's Klein Bazuin, Orchestra Jopie Vrieze en Jopie Vrieze's Combo.

## Biografie
Vrieze was een van de laatste artiesten die in kleine bazuinkoren speelde, oftewel bands met koperblazers zonder zang. Hij was verder actief in de muziekstijlen bigi-poku, set-dansi, winti en kaseko.
Hij speelde volgens de opvatting dat bazuinmuziek zachter gespeeld dient te worden dan bijvoorbeeld kaseko. Hij speelde instinctmatig en werd door Fransje Gomes wel de enige goede blazer genoemd. Volgens haar kende hij alle winti's en wist hij precies hoe hij ze moest aanblazen.
Sinds ten minste het eind van de jaren 1940 speelde hij tijdens allerlei gelegenheden, variërend van recreatieve excursies per boot en trein, tot bijeenkomsten van de NPS, KTPI, PSV en de Moederbond. Een bekend nummer uit zijn repertoire is Hymn, dat ook wel wordt gebruikt als uitvaartmuziek.
Hij trad op onder namen als Jopie Vrieze's Klein Bazuin, Orchestra Jopie Vrieze en Jopie Vrieze's Combo.
Hij is de bazuinmuziek gedurende zijn carrière blijven spelen en speelde tot op hoge leeftijd.